# Pöls, Steiermark
Pöls är huvudorten i kommunen Pöls-Oberkurzheim i distriktet Murtal i förbundslandet Steiermark i Österrike.  Pöls var tidigare en självständig kommun, men blev den 1 januari 2015 en del av nybildade kommunen Pöls-Oberkurzheim.
Kommunen bestod av 13 orter (Ortschaften) (inom parentes invånarantal 1 januari 2024):

- Allerheiligen (23)
- Allerheiligengraben (8)
- Enzersdorf (113)
- Greith (109)
- Gusterheim (189)
- Mühltal (8)
- Offenburg (13)
- Paig (63)
- Paßhammer (9)
- Pöls (1 401)
- Pölshof (17)
- Sauerbrunn (26)
- Thalheim (146)